# Politikåret 1949

## Händelser

### Januari
- 7 januari – En konferens inleds i Karlstad mellan Sveriges, Norges och Danmarks försvars- stats- och utrikesministrar om det försvarspolitiska samarbetet.
- 22–24 januari – Ett skandinaviskt toppmöte angående gemensamt försvar hålls i Köpenhamn.
- 30 januari – Förhandlingarna om ett nordiskt försvarsförbund mellan Danmark, Norge och Sverige strandar vid ett möte i Oslo. Sverige vill inte ge upp neutraliteten och Danmark och Norge vill gå med i NATO.

### Mars
- 23 mars – Sverige får en ny tryckfrihetsförordning.

### April
- 1 april – Södra delen av ön Irland lämnar Brittiska samväldet och bildar Republiken Irland, medan Nordirland fortfarande tillhör Storbritannien.
- 4 april – Västförsvarspakten North Atlantic Treaty Organization (Nato) bildas i Washington, D.C. av USA, Kanada och 10 västeuropeiska stater.

### Maj
- 5 maj – Europarådet bildas.
- 12 maj – Sovjetunionen häver Berlinblockaden, som har pågått sedan 1948.
- 14 maj – Den svenska riksdagen godkänner Sveriges anslutning till Unesco.
- 23 maj – De tre västliga ockupationszonerna i Tyskland slåss samman till Förbundsrepubliken Tyskland (Västtyskland) med Bonn som huvudstad.

### Juni
- 1 juni - Storbritannien erkänner Cyrenaica.[1]

### Juli
- 19 juli – Laos blir en till Frankrike associerad stat (i praktiken ett protektorat).[2]

### Augusti
- 29 augusti – Sovjetunionen testar sin första atombomb.

### Oktober
- 1 oktober – Folkrepubliken Kina utropas av Mao Zedong.[3]
- 7 oktober – En andra tysk stat skapas då den sovjetiska ockupationszonen omvandlas till Tyska demokratiska republiken (Deutsche Demokratische Republik, DDR), i dagligt tal känd som Östtyskland, med Östberlin som huvudstad.[4]
- 6 till 19 oktober – Amiralernas revolt i USA då flera höga sjöbefäl öppet kritiserade Harry S. Trumans försvarspolitik under kongressförhör.

### December
- 8 december – Chiang Kai-sheks nationalistkinesiska regering flyr undan kommunisterna till Formosa och utropar ön som Republiken Kina (Taiwan).
- 13 december - Sidney Holland efterträder Peter Fraser som Nya Zeelands premiärminister.[5]
- 27 december – Drottning Juliana av Nederländerna undertecknar en lag som gör Indonesien självständigt.

## Val och folkomröstningar
- 14 augusti – Det första förbundsdagsvalet i Västtyskland.
- 10 oktober – Stortingsval i Norge.
- 23–24 oktober – Alltingsval på Island.

## Organisationshändelser
- 20 juni – Gunnar Hedlund väljs till ny ordförande för det svenska politiska partiet "Bondeförbundet" (numera Centerpartiet)
- 30 juni – Nordkoreas och Sydkoreas arbetarparti går samman och bildar Koreas arbetarparti.

## Födda
- 20 januari – Göran Persson, Sveriges statsminister 1996–2006.
- 23 maj – Alan García Pérez, Perus president 1985–1990 och 2006–2011.
- 18 juni – Lech Kaczyński, Polens president 2005–2010.
- 9 juli – Raoul Cédras, Haitis statschef 1991–1994.
- 15 juli – Carl Bildt, Sveriges statsminister 1991–1994.
- 12 augusti – Fernando Collor de Mello, Brasiliens president 1990–1992.
- 9 september – Susilo Bambang Yudhoyono, Indonesiens president 2004–2014.

## Avlidna
- 6 januari – Ivar Lykke, Norges statsminister 1926–1928.